# Hans Behlendorff
August Wilhelm Emil Hans Behlendorff (né le 13 août 1889 à Allenstein et mort le 16 mars 1961 à Baden-Baden) est un General der Artillerie allemand qui a servi au sein de la Heer dans la Wehrmacht pendant la Seconde Guerre mondiale.
Il a été récipiendaire de la croix de chevalier de la croix de fer. Cette décoration est attribuée pour récompenser un acte d'une extrême bravoure sur le champ de bataille ou un commandement militaire avec succès.
Commandant de la 34e DI allemande, il est grièvement blessé le 10 mai 1940, lorsque sa voiture se présent à un passage à niveau tenu par des éléments du 6e régiment de spahis.

## Biographie
Hans Behlendorff s'engage dans l'armée prussienne en tant que porte-drapeau au milieu de l'année 1908 et sert jusqu'à la fin de l'année 1913 comme élève-officier dans le 3e régiment d'artillerie de campagne.

## Décorations
- Croix de fer (1914)
  - 2e classe (16 September 1914)
  - 1re classe (6 April 1915)
- Insigne des blessés (1914)
  - en Noir
- Croix hanséatique de Hambourg (12 janvier 1917)
- Croix de chevalier de l'ordre royal de Hohenzollern avec glaives
- Croix d'honneur
- Agrafe de la croix de fer (1939)
  - 2e classe (13 décembre 1939)
  - 1re classe (10 mai 1940)
- Insigne des blessés (1939)
  - en Argent
- Croix de chevalier de la croix de fer
  - Croix de chevalier le 11 octobre 1941 en tant que Generalleutnant et commandant de la 34. Infanterie-Division[1]